# Momi Maiga
Momi Maiga (Gambia, 1997) is een Senegalese muzikant, zanger en componist. Hij bespeelt de kora, zoals velen van de Cissokho's, een vooraanstaand griotfamilie waarvan hij afstammeling is. Maiga's muziek is een combinatie van de traditionele ritmes uit Gambia en Senegal, gemixt met flamenco en jazz.

## Levensloop
Maiga is geboren in Gambia, maar verhuisde al vroeg naar het zuiden van Senegal waar hij in Zinguinchor in de regio Casamance opgroeide. Hij is een afstammeling van de befaamde Cissokho-familie, een eeuwenoude familie van West-Afrikaanse griots, mensen die verhalen via muziek en liedjes mondeling doorvertellen. De Cissokho-familie is tevens gespecialiseerd in het bouwen en bespelen van de kora.

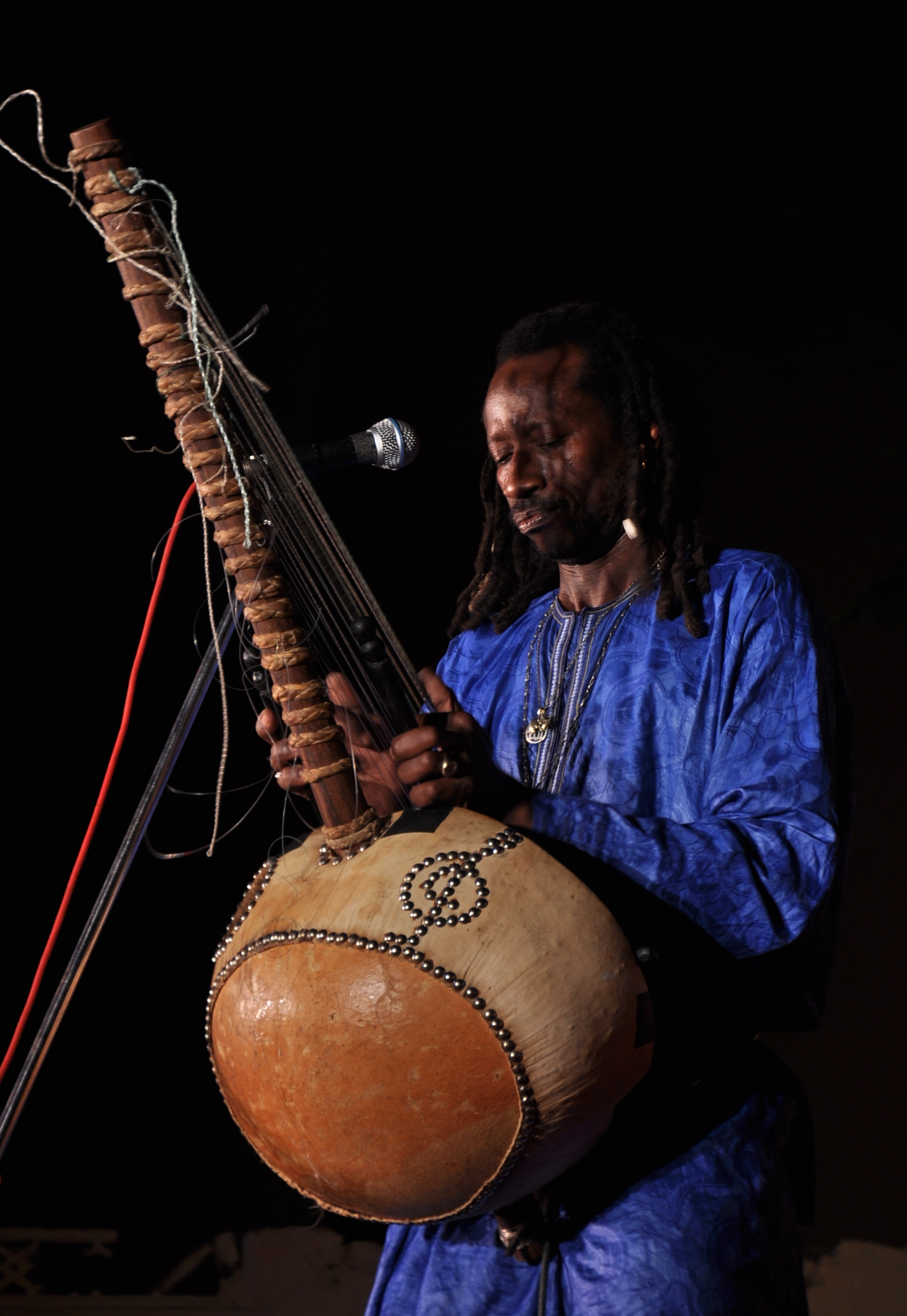
Solo Cissokho

Toen Maiga nog een kleuter was, zag zijn oom Solo Cissokho (1963-2019) dat zijn neefje muzikaal was en interesse toonde in instrumenten. Hij maakte een kleine kora voor hem en Momi Maiga begon derhalve op zesjarige leeftijd kora te spelen. 
Zijn internationale carrière begon rond zijn achttiende, toen hij in 2015 met de band van de Zweedse componist Ale Möller speelde. Een jaar later gaf hij een concert met de Ziguinchorse hiphop-groep Djali Kunda. In 2017 trad hij in Frankrijk op met de Dakarse groep Weuzz et le Samara. In 2018 kwam Maiga naar Barcelona op uitnodiging van het Muziekmuseum van Barcelona. Aldaar verzorgde hij de stem voor het album Goor van de pianist Adrià González. Hetzelfde jaar gaf hij nog concerten op het Fuerteventura International Blues Festival en in het Zweedse Stockholm.
Halverwege 2019 was Maiga wederom in Spanje uitgenodigd, ditmaal door het Museum voor Etnologie en Wereldculturen in Barcelona. In deze periode vestigde Maiga zich in Catalonië, Spanje. 
Voorafgaande de uitgave van zijn debuutalbum, premierde hij zijn muziek eind 2021 middels een concert in de Fira Mediterrània in Manresa. Nio (Mandinkaans voor 'ziel'), Maiga's debuutalbum als soloartiest, werd in 2022 uitgegeven. In deze album worden verschillende muzikale invloeden vermengd, waaronder traditionele Senegalese muziek, Mediterrane roots en diverse andere stijlen.

## De kora

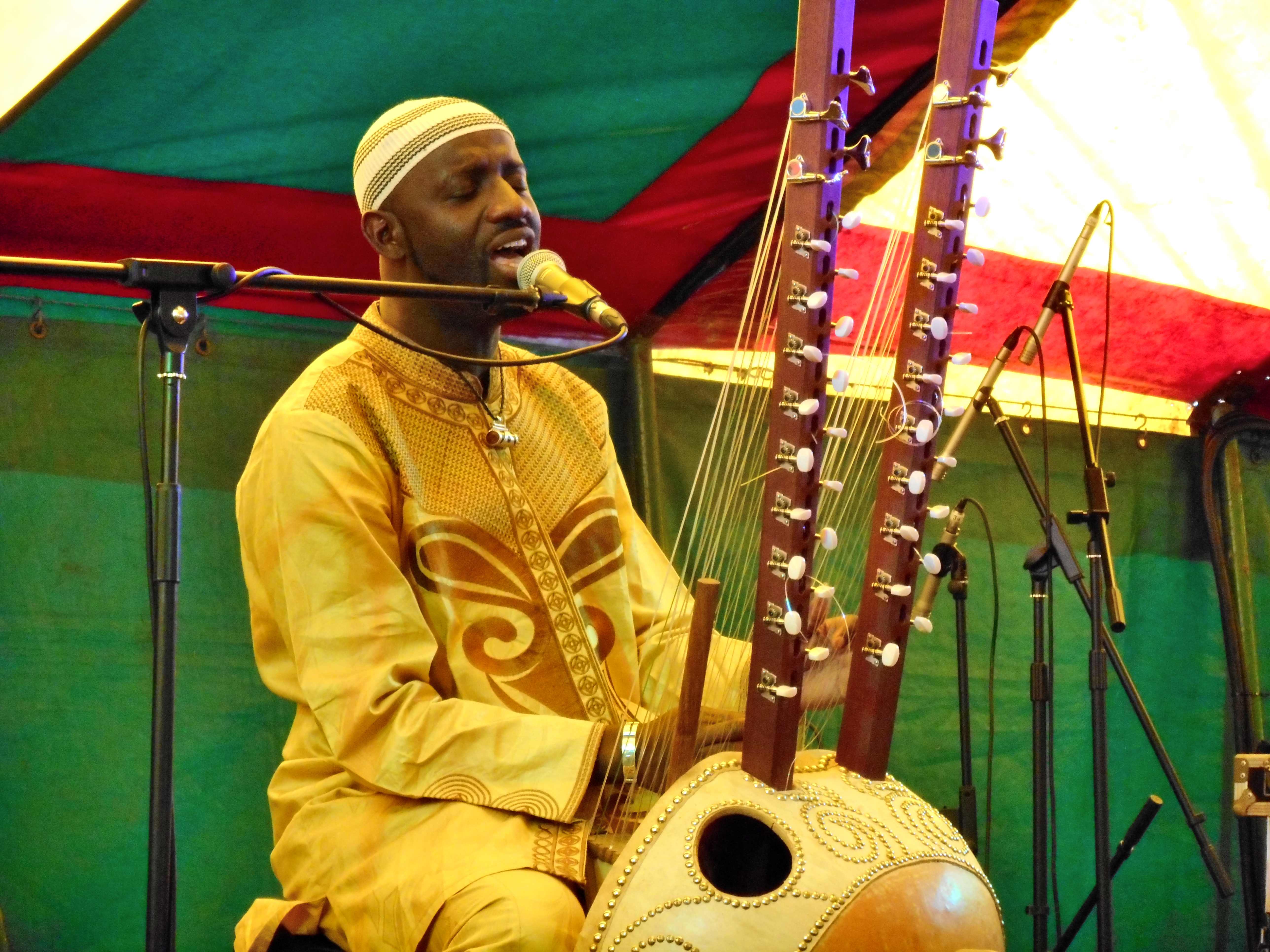
Seckou Keita, een neef van Maiga.

De kora, ookwel Afrikaanse harp genoemd, is een typisch West-Afrikaans muziekinstrument. Het wordt voor het eerst genoemd in geschriften in de 18de eeuw. Bij de onafhankelijkheid van veel West-Afrikaanse landen in 1960 groeide de kora uit tot een symbool van zowel oude als nieuwe culturen. In Gambia en Senegal is de Cissokho-familie al eeuwenlang de bewaker van de kora en van de verhalen en de culturele waarden die ermee overgeleverd worden.
Maiga heeft zijn kora versierd en bespeelt het instrument met vier vingers, zijn duimen en wijsvingers.

## Muziekstijl
Maiga zingt in Mandinka en Wolof. Hij is autodidactisch en heeft het muziek maken op het gehoor geleerd. Maiga volgt de oude traditie van de overlevering van verhalen via muziek en gedichten in een modern jasje. Zijn muziek is een combinatie van de traditionele ritmes uit Gambia en Senegal, gemixt met flamenco en jazz. 
Maiga speelt niet altijd alleen. Vaak speelt hij met een groep van muzikanten. Die bestaat met name uit de Mexicaanse violist en zanger Carlos Montfort, de cellist en zanger Marçal Ayats, de Catalaanse drummer en percussionist Aleix Tobias en dans en zang verzorgende Silvia Pérez Cruz.